# Geografia Bahamów

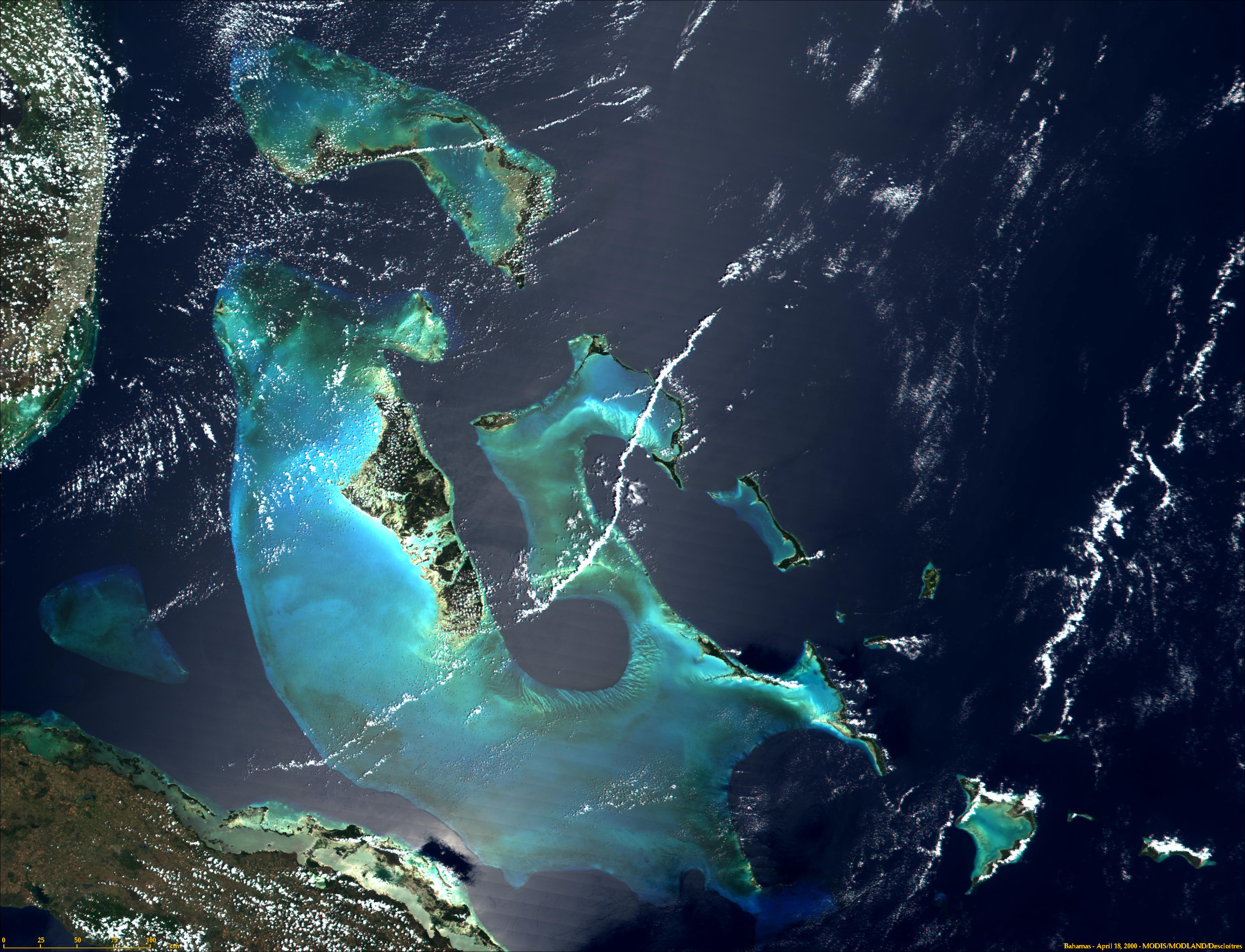
Bahamy widziane z kosmosu

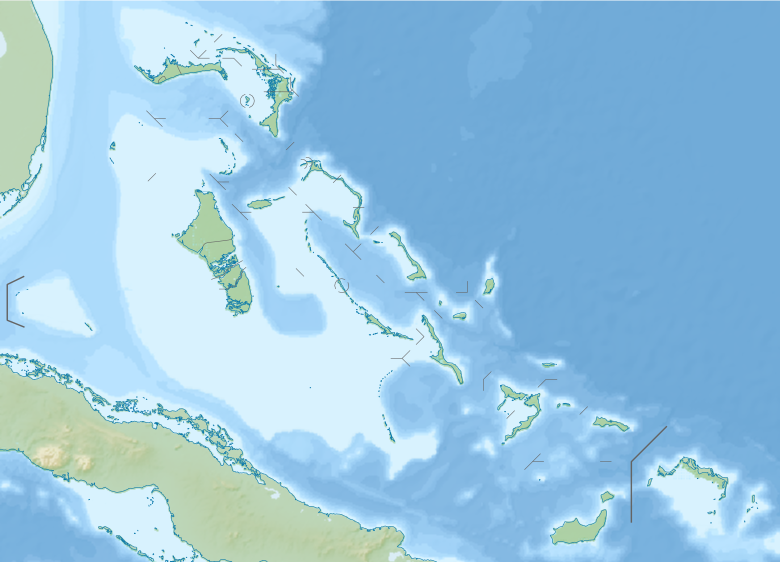
Mapa hipsometryczna Bahamów

Bahamy są państwem wyspiarskim leżącym w Ameryce Środkowej, w archipelagu Bahamów, na Oceanie Atlantyckim. Wyspy są zaliczane do kontynentu Ameryki Północnej. Archipelag rozciągający się na południowy wschód od Florydy i na północ od Kuby złożony jest z około 700 wysp i 2000 niezamieszkanych wysepek. Ten cechujący się gorącym klimatem kraj jest licznie odwiedzany przez turystów, a turystyka jest głównym źródłem dochodów tego państwa. Niektóre z wysp Bahamów zostały odkryte przez Krzysztofa Kolumba w 1492 roku.

## Powierzchnia i skrajne punkty
Powierzchnia – 13 939 km²
Skrajne punkty:
- północny 26°40'N,
- południowy 22°25'N,
- zachodni 80°50'W,
- wschodni 72050'W.

Najbardziej na północ wysunięte wyspy leżą w odległości 100 km do wybrzeży Florydy. Najbardziej na południe wysunięta wyspa oddalona jest od wschodniego cypla Kuby o 75 km. Archipelag ciągnie się na długości ponad 800 km.

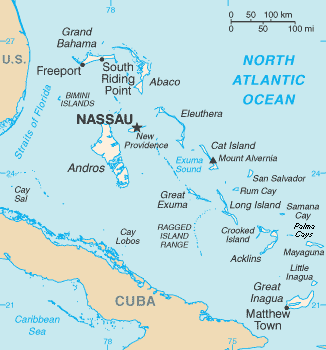
Mapa Bahamów

Linia brzegowa 3542 km

## Budowa geologiczna i rzeźba
Składające się z kilkuset mniejszych i większych wysp, Bahamy cechują się rozwiniętą linią brzegową, a fakt ten dotyczy praktycznie każdej wyspy. Wszystkie wyspy cechują się nieregularnością kształtów Wybrzeże na całej swej długości na każdej z wysp jest niskie i ma postać plażową. Wyspy są otoczone rafami koralowymi.
Bahamy leżą w obrębie płyty północnoamerykańskiej poza obszarem sejsmicznym i zaliczane są do fizycznogeograficznej jednostki – śródziemnomorza amerykańskiego. Wyspy te stanowią naturalną i geograficzną granicę między Zatoką Meksykańską, a otwartymi wodami Atlantyku. Bahamy zbudowane są z wapieni koralowych, których wiek sięga czwartorzędu i geologicznie stanowią najmłodsze ogniwo niezaburzonej sekwencji mezozoiczno-kenezoicznej. Leżące wokół wysp rafy podlegają ciągłemu procesowi rozrostu. W wapieniach budujących wyspy rozwinęły się zjawiska krasowe.
Wszystkie wyspy są nizinne, a największe wzniesienia nie przekraczają 60 m n.p.m. Cały obszar Bahamów cechuje się brakiem urozmaiconej rzeźby terenu, a najwyższe wzniesienie – Mount Alvernia, dawniej zwany Como Hill, wznosi się 63 m n.p.m. i znajduje się na Cat Island. Największe wyspy to: Andros (5,9 tys. km²), Wielka Inagua (1,7 tys. km²), Wielka Bahama (1,4 tys. km²), Wielkie Abaco (1,1 tys. km²), Eleuthera (518 km²), Acklins (389 km²), Cat Island (380 km²), Great Exuma (290 km²), Mayaguana (260 km²), Long Island (160 km²), San Salvador (160 km²).

## Klimat

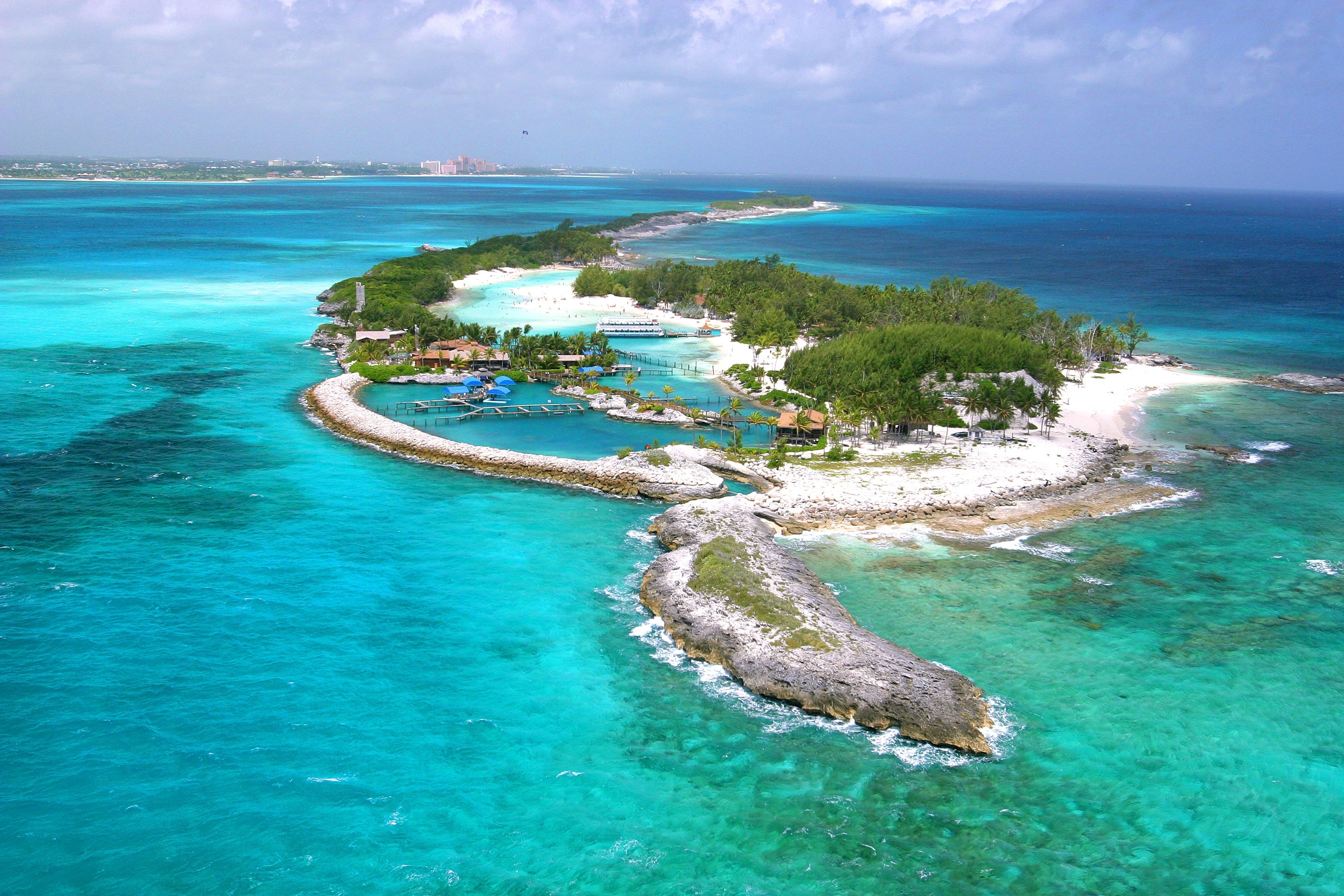
Jedna z wysp, będąca atrakcją turystyczną kraju

Bahamy pomimo swego położenia geograficznego klasyfikowane są do strefy klimatu równikowego. Klimat wysp jest wilgotny i region Bahamów znajduje się w zasięgu cyrkulacji pasatowej. Północne krańce wysp leżą w strefie klimatu zwrotnikowego wilgotnego.
Temperatury są wysokie i nie odbiegają wartości typowych dla klimatu równikowego. W styczniu średnie temperatury wynoszą 22 °C, a w lipcu 28 °C. Dobowe amplitudy termiczne są niewielkie. Jedynie północne obszary wysp cechują się nieco niższymi temperaturami w okresie zimowym, jednakże wartości te nie spadają poniżej 20 °C. Na Bahamach, nawet w obszarach leżących najdalej od równika nie występują temperatury ekstremalne. Najwyższe wartości panujące latem to temperatury rzędu 30-31 °C.
Opady deszczu są wysokie, typowe dla obszarów równikowych, nie są jednak równomiernie rozłożone w ciągu roku. Średnia roczna opadowa wynosi 1200 mm i zaznacza się wyraźną porą suchą panującą w półroczu zimowym. Mimo występowania w półroczu zimowym pory suchej, opady deszczu mają miejsce także zimą, najniższe ich wartości są odnotowywane w lutym i w marcu. Średnio dla każdego z tych dwóch miesięcy spada około 40 mm deszczu. Pod koniec lata i jesienią region ten nawiedzany jest przez huragany. Wyspy cechują się występowaniem na ogół łagodnych wiatrów wiejących z kierunków wschodnich. Przez cały rok występuje wysoka wilgotność, której wartości nie schodzą poniżej 70%. Najwilgotniejsze są miesiące letnie i początek jesieni.

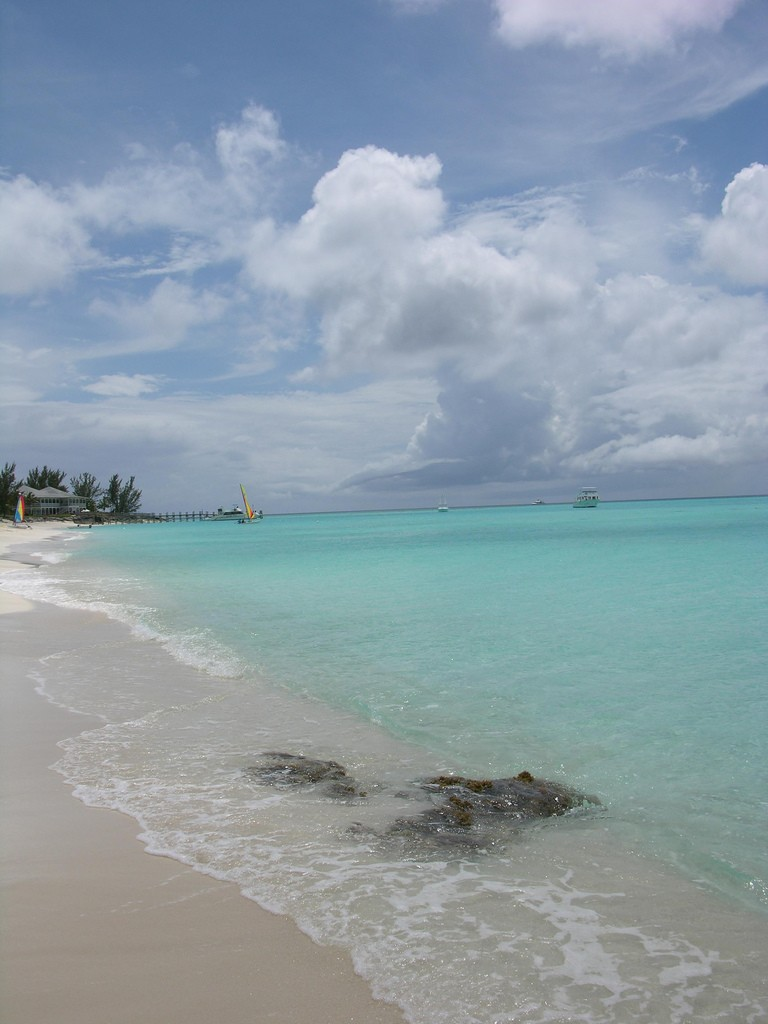
Brzeg morski jednej z wysp

## Wody
Sieć rzeczna jest słabo rozwinięta, występują jedynie krótkie rzeki mające postać potoków i strumieni. Nielicznie na wyspach znajdują się niewielkie słone jeziora. Największe jezioro Rosa znajduje się na wyspie Wielka Inagua.

## Gleby
Powszechnie występującymi glebami są czerwonobrunatne gleby sawannowe i czerwonoziemy wilgotnych lasów podzwrotnikowych. Miejscami gleby są zasolone.

## Flora i fauna
Obszary leśne stanowią około 30% powierzchni kraju i głównej mierze mają postać lasów podzwrotnikowych z udziałem drzew liściastych i iglastych. Charakterystycznym gatunkiem iglastym jest sosna karaibska. Liczne są palmowate, rosnące szczególnie nad brzegiem morza. Poza palmami do innych gatunków liściastych należą bananowce i mahonie. Na wybrzeżach występują zarośla namorzynowe, a lokalnie w głębi lądu porastają sawannowe suchorośla i licznie występujące tam epifity.
Świat zwierząt reprezentują licznie występujące żółwie, jaszczurki i kraby. Na wyspach nie występują duże ssaki, bogaty jest za to świat ptaków, głównie morskich. Na wyspach żyją flamingi, kolibry i różne gatunki ptactwa morskiego. Region cechuje się obfitością zwierząt morskich do których należą barrakudy, żaglice, gąbki i różne gatunki skorupiaków.  Duża część powierzchni objęta ochroną (12 parków narodowych oraz rezerwaty).